# Hugues Fourau
Hugues Fourau, né le 9 mai 1803 à Paris où il est mort le 1er décembre 1873, est un peintre français.

## Œuvres
- Orléans, musée des Beaux-Arts: 
  - Tête décapitée de Fieschi, 1836, huile sur toile, 40,8 x 54,5 cm[3].
  - Portrait du père de l'artiste, Salon de 1845, huile sur toile, 73,5 x 58,8 cm[4].
- Rennes, musée des Beaux-Arts de Rennes
  - Portrait de A. de Caqueray, 1843, huile sur toile, 81 × 65 cm[5],[6]